# Giardino Carmelo Bene
Il giardino Carmelo Bene è un'area verde di Milano, sita nella zona settentrionale della città.
Realizzata nel 2000 e dedicata in seguito all'attore Carmelo Bene, ha una superficie di 10 800 m².